# Mellempudi
Mellempudi est un village du district de Guntur dans l'État d'Andhra Pradesh en Inde,. 